# ملادن راملیاک
ملادن راملیاک (کرواتی: Mladen Ramljak؛ ۱ ژوئیهٔ ۱۹۴۵ – ۱۳ سپتامبر ۱۹۷۸) بازیکن فوتبال اهل کرواسی بود.
از باشگاه‌هایی که در آن بازی کرده‌است می‌توان به باشگاه فوتبال فاینورد، باشگاه فوتبال دینامو زاگرب و باشگاه فوتبال آزد آلکمار اشاره کرد.
وی همچنین در تیم ملی فوتبال یوگسلاوی بازی کرده‌است.
وی در مسابقات کشوری و بین‌المللی در مجموع برندهٔ ۱ مدال نقره شده‌است.